# Ярослав Вешин
Ярослав Вешин (чеськ. Jaroslav Věšín Jaroslav Věšín) 23 травня 1860, Врани, Чехія — 9 травня 1915, Софія, Болгарія — чеський і болгарський художник, що жив і працював у Словаччині і Болгарії. Один із засновників сучасного болгарського мистецтва XIX — XX століть. 

## Біографія
Ярослав Вешин, чех за походженням, народився 23 травня 1860 року в місті Врани (Чехія, в той час Австро-Угорщина). Навчався у празькій гімназії, де вперше познайомився з творами чеських майстрів живопису, потім в 1876 — 1880 роках в празькій Академії мистецтв.  Піднесення національного образотворчого мистецтва, представленого такими майстрами, як Антонін Манес, Гвідо Манес, Йозеф Навратіл і ін., мало сильний вплив на формування художнього смаку молодого художника. 
У 1881 — 1883 рр. Вешин навчався в Академії образотворчих мистецтв Мюнхена у Карла Пілоті, Юзефа Брандта, Отто Зайтца, спеціалізувався на історичному та жанровому живописі. Після закінчення академії деякий час живе і працює в Мюнхені і в Словаччині, створюючи картини за мотивами сільського життя Словаччини. 
У 1897 Ярослав Вешин переїхав до Болгарії і залишався там до кінця свого життя. У 1897 — 1904 роках на запрошення міністра освіти Костянтина Велічкова він працював викладачем в щойно відкритій державній школі живопису (нині Національна художня академія). З 1904 р. працював військовим художником при Військовому міністерстві Болгарії. 
Учнями Ярослава Вешина були Нікола Петров, Атанас Міхов та інші болгарські художники  . 
Помер 9 травня 1915 року в Софії.  Іменем Ярослава Вешина названа одна з вулиць Софії в районі Тріадиця. 

## Творча спадщина
У Болгарії Я. Вешина захоплює загальне культурне відродження спорідненого слов'янського народу після звільнення від османського ярма, він пише реалістичні картини побуту болгарського села: «Урожай в Радомирі» (1897), «Орач» (1899), «Контрабандисти» (інша назва «Гайдуки», 1899), «Урожай» (1900) та інші. Значне місце займають картини, присвячені болгарським базарам, де художника захоплюють мальовничі характери і оригінальні сцени: «Кінний базар в Софії» (1899), «Перед базаром» (1899), «Повернення з базару» (1898).  Головною темою у творчості цього періоду є життя і праця болгарських селян . 

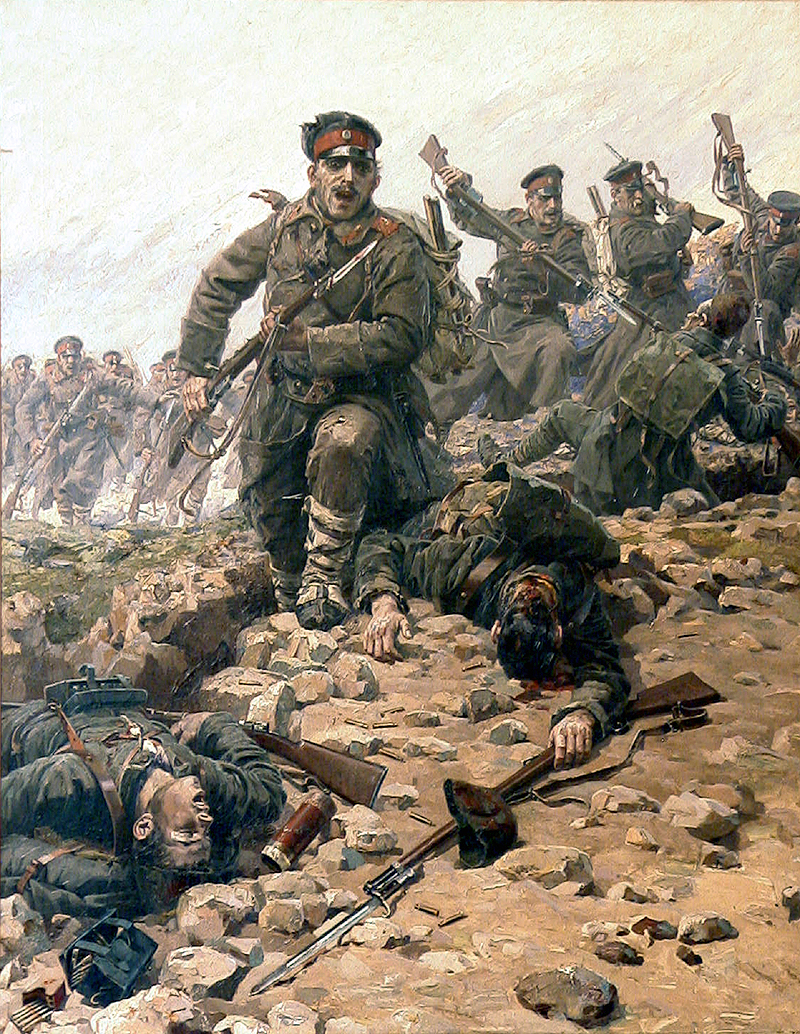
«На ніж» («Атака»), 1913

Після 1904 року Вешин не відмовляється від жанрової, сільської та мисливської тематики: «Вугляр» (1910), «Дроворуби» (1910), «Майстер-клас від дичини» (1910), «Мисливець з хортами» ( 1911) та ін. Одночасно Вешин створює галерею портретів болгарських і російських солдатів, офіцерів, генералів: «Російські генерали» (1907) та ін. 
Однак найвідоміші картини цього періоду — батальні сцени. Так, цикл «Маневри» було розпочато в 1899 році і тривав до Балканської війни. Художник пише картини «Самарський прапор»  (1911), «Атака» (інша назва «На ніж», 1913), «Відступ турок при Люле-Бургасі» (1913), «Люле-Бургас-Чаталджа» (1913), серію ескізів і робіт про облогу Адріанополя: «Бивак перед Адріанополем» (1913), «На відпочинку після 13 березня 1913» (1913) та інші. 
Я. Вешин зробив великий внесок у розвиток сучасного болгарського мистецтва, разом з Іваном Мирквічкою (також чехом за національністю, 1856 — 1938), Іваном Ангеловим (1864 — 1924), Антоном Мітовим (1862 — 1930), Іваном Мілевим (1897 — 1927) збагатив болгарський живопис яскравими художніми образами і новими живописними засобами  . 
Велика частина картин Я. Вешина зберігається в Національній художній галереї в Софії. Фрагмент картини Я. Вешина «Орач» зображений на болгарській банкноті в 500 лев 1925 року, в 250 лев 1943 року випуску . 